# Željko Cicović
Željko Cicović (ur. 2 września 1970 w Belgradzie) – serbski piłkarz grający na pozycji bramkarza.

## Kariera klubowa
Przez całą swoją karierę Cicović związany był tylko z dwoma klubami: FK Rad oraz hiszpańskim UD Las Palmas. W barwach pierwszego z nich zadebiutował w sezonie 1989/1990 w rozgrywkach pierwszej lidze jugosłowiańskiej. W tym samym sezonie występował także w rozgrywkach Pucharu UEFA. W zespole Radu przez pełnych 8 sezonów, jednak nie zawsze pełnił rolę pierwszego bramkarza. W tym okresie rozegrał 108 ligowych spotkań. W 1997 roku został piłkarzem UD Las Palmas. Przez pierwsze trzy sezony miał pewne miejsce w podstawowym składzie, a w 2000 roku awansował z zespołem z Segunda División do Primera División. W La Liga zadebiutował 10 września 2000 roku w przegranym 0:3 spotkaniu z Deportivo Alavés. Od czasu awansu Las Palmas Serb stał się rezerwowym. W 2002 roku spadł z Las Palmas do Segunda División, a w 2004 do Segunda División B. W 2005 roku w barwach klubu z Gran Canarii zakończył piłkarską karierę.

## Kariera reprezentacyjna
W reprezentacji Jugosławii Cicović zadebiutował 23 lutego 2000 roku w wygranym 2:1 towarzyskim spotkaniu z Macedonią. W 1998 roku został powołany przez selekcjonera Vujadina Boškova do kadry na Euro 2000. Tam był rezerwowym dla Ivicy Kralja i nie wystąpił w żadnym spotkaniu Jugosłowian. Swoje ostatnie spotkanie w kadrze narodowej rozegrał w tym samym roku po Euro, a łącznie wystąpił w niej 6 razy.